# Si mbretëreshë
Si mbretëreshë är den kosovoalbanska sångerskan Teuta Kurtis debutalbum, släppt år 2008. På albumet finns flera spår från olika musiktävlingar Kurti ställt upp i. Däribland låten "Flakareshë", med vilken hon tillsammans med Rona Nishliu och Vesa Luma debuterade i Festivali i Këngës med. Ett av spåren är komponerade av det kosovoalbanska musikerparet Armend Rexhepagiqi och Aida Baraku.

## Låtlista
| Nr  | Titel                                       | Kompositör    | Kompositör/musik   | Längd |
| --- | ------------------------------------------- | ------------- | ------------------ | ----- |
| 1.  | E lirë                                      |               |                    |       |
| 2.  | Flakareshë (feat. Rona Nishliu & Vesa Luma) | Aida Baraku   | Armend Rexhepagiqi | 3:54  |
| 3.  | Jeto me bugin (Kënga Magjike 8)             | Pleurat Kurti | Florent Boshnjaku  | 3:41  |
| 4.  | Loje dashurië                               |               |                    |       |
| 5.  | Lule borë                                   |               |                    |       |
| 6.  | Si mbretëreshë                              |               | Armend Rexhepagiqi | 4:39  |
| 7.  | Më muzikë                                   |               |                    |       |
| 8.  | Pika pika                                   |               |                    |       |
| 9.  | Qyteti i dashurisë (Festivali i Këngës 46)  | Aida Baraku   | Florent Boshnjaku  | 3:39  |
| 10. | Shihëmi                                     |               |                    | 3:24  |
| 11. | Ty                                          |               |                    |       |